# Чемпионат СССР по лёгкой атлетике 1968
Чемпионат СССР по лёгкой атлетике 1968 года проходил в три этапа с 12 по 22 августа в городах Ленинакан и Цахкадзор (Армянская ССР). Турнир был впервые проведён в этой союзной республике с целью моделирования условий высокогорья, в которых предстояло выступить советским легкоатлетам 13—20 октября на Олимпийских играх в Мехико (высота 2250 метров над уровнем моря). На протяжении одиннадцати дней было разыграно 36 комплектов медалей в олимпийских дисциплинах лёгкой атлетики.
Чемпионы страны в марафоне и ходьбе определились 12 и 13 августа на побережье озера Севан (1900 метров над уровнем моря). C 15 по 18 августа в Ленинакане (1550 метров над уровнем моря) на городском стадионе соревновались спринтеры, прыгуны, метатели и многоборцы. Наконец, 21 и 22 августа на легкоатлетическом стадионе в Цахкадзоре (1800 метров над уровнем моря) сильнейших выявляли бегуны на средние и длинные дистанции.
Итоги соревнований в целом подтвердили закономерности, связанные с проведением спортивных мероприятий на высокогорье: относительное улучшение результатов в скоростно-силовых дисциплинах (спринт, прыжки, метания) и ухудшение в дисциплинах, связанных с проявлением выносливости (бег на средние и длинные дистанции).
Так, в полуфинале женской 100-метровки Людмила Самотёсова повторила мировой рекорд — 11,1. В решающем забеге она показала только 11,3, но всё равно стала чемпионкой страны. Ещё один рекорд, в этот раз национальный, ей удалось улучшить в предварительном забеге на дистанции вдвое длиннее — 23,0. Для победы в финале вновь хватило результата хуже (23,2).
В беге на 100 метров у мужчин Владислав Сапея повторил рекорд Европы — 10,0. Другое достижение Сапея установил на дистанции 200 метров, где финишировал вторым. Вместе с победителем Николаем Ивановым он показал одинаковый результат, 20,5, который стал новым рекордом СССР.
Эстонец Рейн Аун стал первым советским десятиборцем, преодолевшим рубеж в 8000 очков по таблицам 1962 года (8026). Предыдущий рекорд страны также принадлежал ему и был установлен годом ранее.
В женском прыжке в высоту собственное всесоюзное достижение улучшила Антонина Окорокова, взявшая 1,83 м.
Игорь Тер-Ованесян всего 7 сантиметров уступил собственному рекорду в прыжке в длину — 8,28 м. Эта победа стала для него десятой на чемпионатах СССР в данной дисциплине. Толкатель ядра Эдуард Гущин отправил снаряд на 19,60 м, на 4 сантиметра хуже рекорда страны.
Янис Лусис в шестой раз стал чемпионом Советского Союза в метании копья. Его победный бросок на 91,10 м занял третье место в списке лучших за всю историю лёгкой атлетики. Дальше копьё метал только он сам двумя месяцами ранее (91,98 м) и норвежец Терье Педерсен в 1964 году (91,72 м).
Бронзовым призёром в женском толкании ядра стала олимпийская чемпионка 1952 года 37-летняя Галина Зыбина. Впервые на пьедестал чемпионата страны она попала 17 годами ранее, в 1951-м году, и с тех пор шесть раз становилась победительницей (в толкании ядра и метании копья) и ещё двенадцать раз была призёром.
Чемпионат СССР по кроссу прошёл 24 февраля в городе Ессентуки.
Сильнейшие легкоатлеты страны в неолимпийских дисциплинах лёгкой атлетики определились 12—14 октября в Ялте.

## Командное первенство
| Место | Команда          |
| ----- | ---------------- |
| 1     | Вооружённые Силы |
| 2     | «Динамо»         |
| 3     | «Буревестник»    |

## Призёры (1-й этап)
Чемпионат страны в марафонском беге и спортивной ходьбе прошёл 12—13 августа на побережье озера Севан.

### Мужчины
| Дисциплина      | Золото                           | Золото    | Серебро                                     | Серебро   | Бронза                              | Бронза    |
| --------------- | -------------------------------- | --------- | ------------------------------------------- | --------- | ----------------------------------- | --------- |
| Марафон         | Юрий Волков Авангард Кривой Рог  | 2:26.32,0 | Мухамед Шакиров Локомотив Душанбе           | 2:28.43,0 | Анатолий Сухарьков Локомотив Москва | 2:28.46,0 |
| Ходьба на 20 км | Владимир Голубничий Спартак Сумы | 1:33.30,4 | Геннадий Агапов Вооружённые Силы Свердловск | 1:33.36,0 | Николай Смага Труд Пенза            | 1:33.45,0 |
| Ходьба на 50 км | Сергей Григорьев Зенит Ленинград | 4:20.30,6 | Игорь Делла-Росса Спартак Тбилиси           | 4:21.01,6 | Отто Барч Буревестник Фрунзе        | 4:21.56,4 |

## Призёры (2-й этап)
С 15 по 18 августа на городском стадионе Ленинакана проходил чемпионат страны в беге на короткие дистанции, легкоатлетических прыжках, метаниях и многоборьях.

### Мужчины
| Дисциплина        | Золото                                                                        | Золото            | Серебро                                                                | Серебро          | Бронза                                                                    | Бронза            |
| ----------------- | ----------------------------------------------------------------------------- | ----------------- | ---------------------------------------------------------------------- | ---------------- | ------------------------------------------------------------------------- | ----------------- |
| 100 м             | Владислав Сапея Буревестник Гомель                                            | 10,0              | Евгений Синяев Динамо Москва                                           | 10,1             | Николай Иванов Вооружённые Силы Московская область                        | 10,2              |
| 200 м             | Николай Иванов Вооружённые Силы Московская область                            | 20,5              | Владислав Сапея Буревестник Гомель                                     | 20,5             | Валентин Маслаков Вооружённые Силы Минск                                  | 20,7              |
| 400 м             | Борис Савчук Вооружённые Силы Ленинград                                       | 46,4              | Александр Конников Локомотив Чимкент                                   | 46,9             | Александр Братчиков Буревестник Москва                                    | 47,0              |
| 110 м с барьерами | Олег Степаненко Динамо Москва                                                 | 13,8              | Виктор Балихин Вооружённые Силы Брест                                  | 13,8             | Валентин Чистяков Спартак Москва                                          | 13,9              |
| 400 м с барьерами | Вячеслав Скоморохов Авангард Луганск                                          | 50,4              | Юрий Синеков Буревестник Харьков                                       | 50,8             | Анатолий Казаков Вооружённые Силы Москва                                  | 51,1              |
| Прыжок в высоту   | Валерий Скворцов Буревестник Москва                                           | 2,18 м            | Виктор Большов Вооружённые Силы Кишинёв                                | 2,16 м           | Рафик Амбарян Вооружённые Силы Ереван                                     | 2,12 м            |
| Прыжок с шестом   | Геннадий Близнецов Буревестник Харьков                                        | 5,12 м            | Александр Малютин Труд Московская область                              | 5,00 м           | Василий Кошарный Буревестник Ленинград                                    | 4,90 м            |
| Прыжок в длину    | Игорь Тер-Ованесян Буревестник Москва                                         | 8,28 м            | Леонид Барковский Вооружённые Силы Киев                                | 7,91 м           | Тыну Лепик Вооружённые Силы Таллин                                        | 7,86 м            |
| Тройной прыжок    | Виктор Санеев Динамо Сухуми                                                   | 16,48 м           | Александр Золотарёв Динамо Московская область                          | 16,37 м          | Анатолий Кайнов Трудовые резервы Ленинград                                | 16,31 м           |
| Толкание ядра     | Эдуард Гущин Труд Московская область                                          | 19,60 м           | Александр Таммерт Калев Тарту                                          | 18,18 м          | Римантас Плунге Жальгирис Каунас                                          | 17,62 м           |
| Метание диска     | Вячеслав Светайло Вооружённые Силы Ленинград                                  | 58,74 м           | Витаутас Ярас Динамо Вильнюс                                           | 58,48 м          | Гурам Гудашвили Динамо Тбилиси                                            | 58,42 м           |
| Метание молота    | Ромуальд Клим Вооружённые Силы Минск                                          | 72,72 м           | Геннадий Кондрашов Труд Краснодар                                      | 68,96 м          | Анатолий Щупляков Динамо Гомель                                           | 68,90 м           |
| Метание копья     | Янис Лусис Вооружённые Силы Рига                                              | 91,10 м           | Вилнис Фельдманис Трудовые резервы Рига                                | 77,46 м          | Март Паама Калев Тарту                                                    | 77,06 м           |
| Десятиборье*      | Рейн Аун Калев Тарту                                                          | 8026 очков (7898) | Янис Ланка Вооружённые Силы Рига                                       | 7972 очка (7854) | Николай Авилов Динамо Одесса                                              | 7905 очков (7768) |
| Эстафета 4×100 м  | Вооружённые Силы Эдвин Озолин Валентин Маслаков Николай Иванов Леонид Микишев | 39,6              | Динамо Алексей Хлопотнов Евгений Синяев Сергей Абалихин Гусман Косанов | 40,0             | Буревестник Олег Александров Николай Политико Юрий Камаев Владислав Сапея | 40,6              |
| Эстафета 4×400 м  | Буревестник Александр Иванов Анатолий Алексеев Юрий Зорин Александр Братчиков | 3.07,5            | Вооружённые Силы-I                                                     | 3.08,8           | Вооружённые Силы-II                                                       | 3.10,2            |

* Для определения победителя в соревнованиях десятиборцев использовалась старая система начисления очков. Пересчёт с использованием современных таблиц перевода результатов в баллы приведён в скобках.

### Женщины
| Дисциплина       | Золото                                                                 | Золото     | Серебро                                                                         | Серебро   | Бронза                                                                 | Бронза    |
| ---------------- | ---------------------------------------------------------------------- | ---------- | ------------------------------------------------------------------------------- | --------- | ---------------------------------------------------------------------- | --------- |
| 100 м            | Людмила Самотёсова Труд Брянск                                         | 11,3       | Людмила Голомазова Динамо Алма-Ата                                              | 11,3      | Вера Попкова Буревестник Челябинск                                     | 11,3      |
| 200 м            | Людмила Самотёсова Труд Брянск                                         | 23,2       | Вера Попкова Буревестник Челябинск                                              | 23,3      | Людмила Голомазова Динамо Алма-Ата                                     | 23,5      |
| 400 м            | Наталья Бурда Буревестник Саратов                                      | 53,5       | Ингрида Вербеле Динамо Рига                                                     | 54,0      | Хелле Волмер Йыуд Тарту                                                | 54,6      |
| 80 м с барьерами | Татьяна Талышева Динамо Москва                                         | 10,6       | Людмила Иевлева Спартак Тбилиси                                                 | 10,6      | Галина Зарубина Буревестник Одесса                                     | 10,7      |
| Прыжок в высоту  | Антонина Окорокова Спартак Московская область                          | 1,83 м     | Валентина Козырь Динамо Киев                                                    | 1,80 м    | Вера Грушкина Спартак Ленинград                                        | 1,78 м    |
| Прыжок в длину   | Татьяна Талышева Динамо Москва                                         | 6,54 м     | Хелена Ринга Даугава Рига                                                       | 6,46 м    | Надежда Кройтер Труд Челябинск                                         | 6,34 м    |
| Толкание ядра    | Надежда Чижова Спартак Ленинград                                       | 17,90 м    | Ирина Солонцова Динамо Москва                                                   | 16,84 м   | Галина Зыбина Зенит Ленинград                                          | 16,10 м   |
| Метание диска    | Людмила Муравьёва Вооружённые Силы Москва                              | 57,56 м    | Тамара Данилова Спартак Пенза                                                   | 55,42 м   | Антонина Попова Буревестник Ленинград                                  | 54,96 м   |
| Метание копья    | Лидия Цимош Динамо Львов                                               | 55,64 м    | Вера Савенкова Спартак Московская область                                       | 52,96 м   | Елена Горчакова Буревестник Москва                                     | 52,58 м   |
| Пятиборье        | Галина Софьина Спартак Московская область                              | 5038 очков | Валентина Тихомирова Спартак Орёл                                               | 4991 очко | Галина Быстрова Буревестник Горький                                    | 4771 очко |
| Эстафета 4×100 м | Буревестник Лилия Ткаченко Наталья Бурда Наталья Романова Вера Попкова | 44,9       | Динамо Александра Древина Людмила Голомазова Наталья Николаева Галина Митрохина | 45,2      | Труд Галина Кулик Людмила Михайлова Людмила Самотёсова Людмила Жаркова | 45,3      |

## Призёры (3-й этап)
Заключительный этап чемпионата прошёл 21 и 22 августа на легкоатлетическом стадионе Цахкадзора, где состоялись старты бегунов на средние и длинные дистанции.

### Мужчины
| Дисциплина             | Золото                                 | Золото  | Серебро                                      | Серебро | Бронза                                           | Бронза  |
| ---------------------- | -------------------------------------- | ------- | -------------------------------------------- | ------- | ------------------------------------------------ | ------- |
| 800 м                  | Рейн Тёлп Вооружённые Силы Таллин      | 1.49,1  | Игорь Потапченко Динамо Ленинград            | 1.49,3  | Ремир Митрофанов Вооружённые Силы Ростов-на-Дону | 1.50,0  |
| 1500 м                 | Михаил Желобовский Буревестник Минск   | 3.47,7  | Анатолий Верлан Труд Кемерово                | 3.48,2  | Олег Райко Вооружённые Силы Ленинград            | 3.48,5  |
| 5000 м                 | Рашид Шарафетдинов Динамо Ленинград    | 14.20,2 | Николай Пуклаков Буревестник Чебоксары       | 14.37,4 | Юрий Алексашин Буревестник Москва                | 14.38,6 |
| 10 000 м               | Леонид Микитенко Динамо Алма-Ата       | 29.59,0 | Николай Свиридов Спартак Воронеж             | 30.02,6 | Борис Ефимов Авангард Луганск                    | 30.06,2 |
| 3000 м с препятствиями | Виктор Кудинский Вооружённые Силы Киев | 8.49,6  | Лазарь Народицкий Вооружённые Силы Ленинград | 8.50,6  | Александр Морозов Труд Московская область        | 8.52,6  |

### Женщины
| Дисциплина | Золото                 | Золото | Серебро                             | Серебро | Бронза                         | Бронза |
| ---------- | ---------------------- | ------ | ----------------------------------- | ------- | ------------------------------ | ------ |
| 800 м      | Лайне Эрик Калев Тарту | 2.07,3 | Анна Зимина Труд Московская область | 2.08,1  | Каталина Продан Спартак Москва | 2.08,4 |

## Чемпионат СССР по кроссу
Чемпионат СССР по кроссу 1968 года прошёл 24 февраля в Ессентуках, РСФСР.

### Мужчины
| Дисциплина  | Золото                                     | Золото  | Серебро                        | Серебро | Бронза                           | Бронза  |
| ----------- | ------------------------------------------ | ------- | ------------------------------ | ------- | -------------------------------- | ------- |
| Кросс 5 км  | Рашид Шарафетдинов Ленинград               | 15.12,4 | Лазарь Народицкий Ленинград    | 15.15,0 | Иван Шопша РСФСР Краснодар       | 15.16,0 |
| Кросс 14 км | Анатолий Безделов РСФСР Московская область | 42.57,6 | Николай Свиридов РСФСР Воронеж | 43.10,0 | Вячеслав Аланов РСФСР Свердловск | 43.12,0 |

### Женщины
| Дисциплина | Золото                          | Золото  | Серебро                    | Серебро | Бронза                                 | Бронза  |
| ---------- | ------------------------------- | ------- | -------------------------- | ------- | -------------------------------------- | ------- |
| Кросс 3 км | Людмила Брагина РСФСР Краснодар | 10.12,4 | Тамара Бабинцева Ленинград | 10.19,4 | Лидия Жмурова РСФСР Московская область | 10.33,0 |

## Чемпионат СССР в неолимпийских дисциплинах
12—14 октября 1968 года в украинской Ялте на стадионе «Авангард» прошли всесоюзные соревнования, посвящённые начавшимся в Мехико Олимпийским играм. В их рамках были определены чемпионы страны в неолимпийских дисциплинах лёгкой атлетики: беге на 100 и 200 метров с барьерами, а также 1500 метров у женщин.

### Мужчины
| Дисциплина        | Золото                     | Золото | Серебро                       | Серебро | Бронза | Бронза |
| ----------------- | -------------------------- | ------ | ----------------------------- | ------- | ------ | ------ |
| 200 м с барьерами | Калью Юркатамм Калев Тарту | 23,1   | Михаил Семенцов Динамо Одесса | 23,2    |        |        |

### Женщины
| Дисциплина        | Золото                               | Золото | Серебро                   | Серебро | Бронза                                 | Бронза |
| ----------------- | ------------------------------------ | ------ | ------------------------- | ------- | -------------------------------------- | ------ |
| 1500 м            | Людмила Брагина Динамо Краснодар     | 4.21,0 |                           |         |                                        |        |
| 100 м с барьерами | Галина Кузнецова Локомотив Ярославль | 13,9   | Лия Хитрина Динамо Одесса | 14,0    | Наталья Супрун Вооружённые Силы Москва | 14,0   |
| 200 м с барьерами | Роза Бабич Мехнат Чирчик             | 27,5   |                           |         |                                        |        |